# John Hattie
John Allan Hattie (* 1950 Timaru) je novozélandský profesor na University of Auckland, výzkumný pracovník a autor knih z oblasti vzdělávání. Je významný pro své zkoumání faktorů (indikátorů), které mají vliv na výkon studentů, a jeho výzkumnou prací Visible Learning.

## Životopis
V roce 1981 na University of Toronto (Kanada) získal titul Ph.D.
Od března 2011 je ředitelem Education Research Institute University of Melbourne (Austrálie).
V roce 2011 na Queen's Birthday Honours John Hattie byl jmenován důstojníkem novozélandského řádu za zásluhy (Officer of the New Zealand Order of Merit). Toto ocenění dostal za svou práci v oblasti vzdělání.

## Výzkumná práce
John Hattie přišel se svým novým projektem, kde zkoumá velké množství výzkumných studií z různých zemí. Jedná se o super meta-analýzu, která dává přehled o kvalitě a úspěchu různých výukových metod.
První publikací jeho výzkumů je kniha Visible Learning: A Synthesis of Over 800 Meta-Analyses Relating to Achievement z roku 2009. Druhou jeho knihou, vydanou v roce 2011, je Visible Learning for Teachers: Maximizing Impact on Learning.
Svou práci dává učitelům doporučení a představu, jaké metody pomáhají učení jejich žáků a jak moc jsou přínosné.
Jeho studie Visible Learning se dá považovat za největší studii, která je opřena o důkazy, zabývá se faktory, co zlepšují učení žáků. Výzkumu se účastnilo více než 80 milionů žáků.
Ze svých výzkumů zpracoval tabulku faktorů, které ovlivňují výkon studentů. Tato tabulka v roce 2018 byla aktualizována a největší vliv mají kolektivní účinnost učitele, samostatná reflexe známek a odhady učitele o úspěchu.

## Publikace
- Visible Learning: A Synthesis of Over 800 Meta-Analyses Relating to Achievement (2009)
- Visible Learning for Teachers: Maximizing Impact on Learning (2011)
- Visible Learning and the Science of How We Learn (2013)
- Visible Learning for Mathematics, Grades K-12 (2016)
- 10 Mindframes for Visible Learning: Teaching for Success (2017)[2]